# Belle De Jour
För andra betydelser, se Belle de jour - dagfjärilen.
Belle De Jour är ett livealbum från 1982, med den svenska sångerskan Py Bäckman, och systeralbum till Bella Notte med Dan Hylander och Raj Montana Band.

## Låtförteckning
| Nr  | Titel                     | Låtskrivare                           | Längd |
| --- | ------------------------- | ------------------------------------- | ----- |
| 1.  | "Också lördagskvällar"    | Randy Meisner, Eric Kaz, Dan Hylander | 2:39  |
| 2.  | "Främlingar"              | Py Bäckman                            | 3:08  |
| 3.  | "En värld"                | Dan Hylander, Py Bäckman              | 3:55  |
| 4.  | "Bara mitt liv"           | Py Bäckman                            | 4:44  |
| 5.  | "Se röken skifta i blått" | Py Bäckman, Dan Hylander              | 6:48  |
| 6.  | "Belle De Jour"           | Py Bäckman, Dan Hylander              | 3:14  |
| 7.  | "Se dagen vakna"          | Py Bäckman, Dan Hylander              | 3:36  |
| 8.  | "Kärlek"                  | Robinson-White, Dan Hylander          | 3:50  |
| 9.  | "När änglarna dör"        | Py Bäckman, Dan Hylander              | 4:13  |
| 10. | "I dimman"                | Py Bäckman                            | 5:06  |

### Medverkande musiker
- Sång - Dan Hylander, Maria Wickman och Mats Ronander
- Gitarr – David Carlsson
- Bas – Ola Johansson
- Trummor – Peter Milefors
- Orgel - Hasse Olsson)
- Elflygel och synth - Clarence Öfwerman
- Munspel - Mats Ronander
- Slagverk - Åke Sundqvist

### Ytterligare info
- Producent - Py Bäckman
- Tekniker – Pontus Olsson

## Listplaceringar
| Lista (1982) | Topplacering |
| ------------ | ------------ |
| Sverige      | 42           |